# NSFW
NSFWは、Not Safe for Work (職場では安全ではない) あるいはNot Suitable for Work (職場では不適切) の頭字語で、職場や学校などのフォーマルな環境下での閲覧に注意を促すため、裸、ポルノグラフィ、卑語、暴力などの要素を含む動画やウェブサイトのURLやハイパーリンクを示す際に使われるインターネットスラング。NSFWは、性的コンテンツへのアクセスを禁止している職場や学校内で、個人的にインターネットを使う人物に特に関係がある。
これらの内容に対応するため「NSFW設定（機能）」と称し、ブログ、ミニブログでの投稿の際、閲覧者の目に否応なしに入り不快になることを避けるため、事前にどんな内容か文章で明示した上で文章や画像を隠し、クリックやタップで表示を行えるようにする機能としても利用されている。
より上位的なものとして、表現内容に限らず、ネタばれなど投稿自体の内容について閲覧者が任意で確認できるようにする「コンテンツ警告（CW）」が存在する。